# Haringvliet

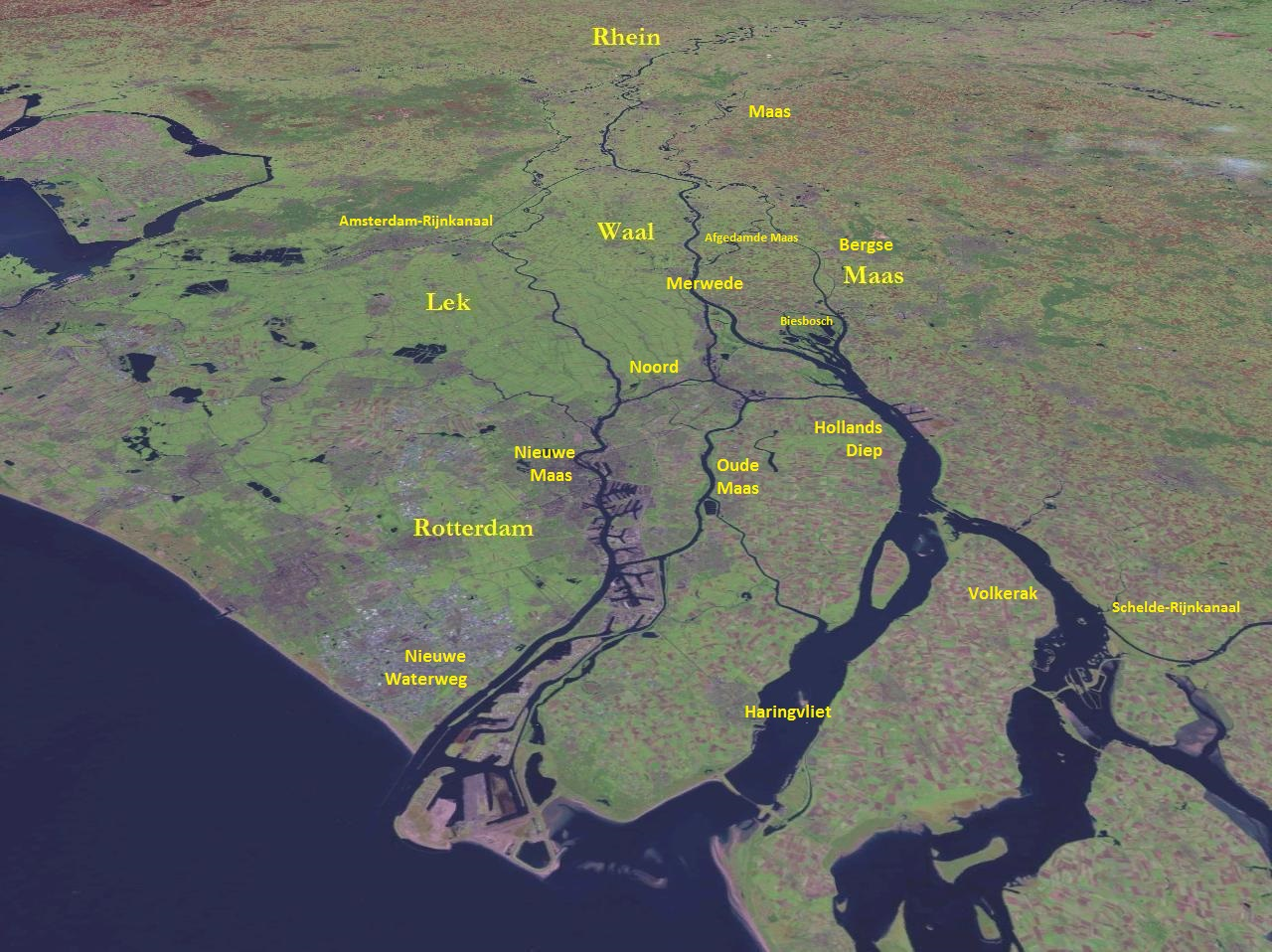
Haringvliet na mapě rýnské delty

Haringvliet je původně protáhlá zátoka Severního moře a nyní jezero, nacházející se v nizozemské provincii Jižní Holandsko. Je součástí komplexu Delta Rýnu, Mázy a Šeldy. Sahá do vnitrozemí po obec Numansdorp, kde se říční rameno Hollandsch Diep dělí na dva estuáry, severní Haringvliet a jižní Volkerak. V severovýchodní části zátoky se nachází ostrov Tiengemeten.
Zátoka vznikla při povodni v roce 1216, při další velké povodni v roce 1421 se propojila s říčním systémem Rýna. V roce 1971 byla v rámci programu Deltawerken dokončena hráz Haringvlietdam, uzavírající zátoku od moře, která chrání okolní kraj před povodněmi a umožňuje silniční dopravu mezi oběma břehy. Tím se snížila salinita vody, což vedlo k úbytku populace tuleňů a ryb. Za účelem ochrany původní přírody byla lokalita zařazena do programu Natura 2000.